# Pseudocrossidium obtusulum
Pseudocrossidium obtusulum là một loài Rêu trong họ Pottiaceae. Loài này được (Lindb.) H.A. Crum & L.E. Anderson miêu tả khoa học đầu tiên năm 1989.